# Za Evrosong 2022
Die Sendung Za Evrosong 2022 fand am 4. Februar 2022 statt und war der nordmazedonische Vorentscheid für den Eurovision Song Contest 2022 in Turin (Italien). Andrea gewann den Wettbewerb mit ihrem Lied Circles.

## Format

### Konzept
Am 10. Dezember 2021 kündigte Makedonska Radio-Televizija (MRT) an, dass für den ESC 2022 erstmals seit 2015 wieder eine nationale Vorentscheidung organisiert werden soll.
Bis zu sechs Beiträge sollen an der Vorentscheidung teilnehmen. Zwischen dem 28. Januar und 4. Februar 2022 soll eine Onlineabstimmung stattfinden. Der Sieger wird zu 50 % per Juryvoting und zu 50 % per Online-Voting bestimmt und erhält das Recht Nordmazedonien beim ESC 2022 vertreten zu dürfen. Ebenso erhält der Sieger 2000 €, um den Siegertitel bei Bedarf noch auszubessern.

### Beitragswahl
Vom 10. Dezember 2021 bis zum 16. Januar 2022 konnten Beiträge bei MRT eingereicht werden. Interpreten mussten die nordmazedonische Staatsbürgerschaft vorweisen können, während die Komponisten auch aus dem Ausland stammen durften. Nordmazedonische Komponisten sollten aber bevorzugt behandelt werden.

## Teilnehmer
Die Teilnehmer wurden am 21. Januar 2022 vorgestellt. Die dazugehörigen Lieder wurden am 28. Januar 2022 veröffentlicht.

## Finale
Der Sieger der nordmazedonischen Vorentscheidung wurde am 4. Februar 2022 bekanntgegeben. Andrea gewann den Wettbewerb mit ihrem Lied Circles.
| Platz | Interpret           | Lied Musik (M) und Text (T)                                                    | Sprache  | Übersetzung (Inoffiziell) | Jury    | Jury   | Zuschauer | Zuschauer | Gesamt |
| Platz | Interpret           | Lied Musik (M) und Text (T)                                                    | Sprache  | Übersetzung (Inoffiziell) | Stimmen | Punkte | Stimmen   | Punkte    | Gesamt |
| ----- | ------------------- | ------------------------------------------------------------------------------ | -------- | ------------------------- | ------- | ------ | --------- | --------- | ------ |
| 1.    | Andrea              | Circles M: Aleksandar Masevski; T: Aleksandar Masevski, Andrea Koevska         | Englisch | Kreise                    | 10      | 12     | 4.300     | 8         | 20     |
| 2.    | Viktor Apostolovski | Superman M: Vladimir Dojcinovski, T: Viktor Apostolovski, Vladimir Dojcinovski | Englisch | Supermann                 | 12      | 8      | 12.621    | 12        | 20     |
| 3.    | Kaly                | Love and Light M: Davor Jordanovski; T: Vesna Malinova                         | Englisch | Liebe und Licht           | 16      | 6      | 7.539     | 10        | 16     |
| 4.    | Lara                | Flower of Sorrow M: Robert Bilbilov; T: Robin Zimbakov                         | Englisch | Blume der Trauer          | 21      | 10     | 1.186     | 5         | 15     |
| 5.    | Yon Idy             | Dreams M/T: Yon Idy                                                            | Englisch | Träume                    | 22      | 7      | 3.743     | 7         | 14     |
| 6.    | Ris Flower          | Flying To Berlin M/T: Boris Cvetanovski                                        | Englisch | Nach Berlin fliegen       | 24      | 5      | 1.367     | 6         | 11     |

### Juryvoting
| Interpret                                                                                           | Lied             | MT | IL | GE | IS | AR | Gesamt | Punkte |
| --------------------------------------------------------------------------------------------------- | ---------------- | -- | -- | -- | -- | -- | ------ | ------ |
| Andrea                                                                                              | Circles          | 1. | 5. | 1. | 2. | 1. | 10     | 12     |
| Lara                                                                                                | Flower of Sorrow | 2. | 2. | 5. | 1. | 2. | 12     | 10     |
| Viktor Apostolovski                                                                                 | Superman         | 3. | 1. | 2. | 6. | 4. | 16     | 8      |
| Yon Idy                                                                                             | Dreams           | 5. | 6. | 4. | 3. | 3. | 21     | 7      |
| Kaly                                                                                                | Love and Light   | 4. | 3. | 6. | 4. | 5. | 22     | 6      |
| Ris Flower                                                                                          | Flying To Berlin | 6. | 4. | 3. | 5. | 6. | 24     | 5      |
| Jury-Punktesprecher                                                                                 |                  |    |    |    |    |    |        |        |
| - – Gordon Bonello - – Tali Eshkoli - – Natia MshvexierAdler - – Felix Bergsson - – David Tserunyan |                  |    |    |    |    |    |        |        |